# Guzmán Pereira
Ricardo Guzmán Pereira Méndez (Montevidéu, 16 de maio de 1991) é um futebolista uruguaio que atua como Meio-Campista. Atualmente, joga pelo Universidad de Chile.

## Carreira
Guzman Pereira fez das divisões inferiores do clube Montevideo Wanderers, estreando no ano de 2010. Ele foi convocado, no mesmo ano, para integrar o U 20 prepara-se para disputar o Campeonato Sul-Americano da categoria, que seria disputado em Peru no início de 2011. Daí o título conquistado depois de suas boas atuações nas partidas preparatórias.
O 17 de julho de 2014 se torna chegada oficial em Universidade de Chile, assinado para as próximas três temporadas. Pereira foi rapidamente ganhando o título, tornando-se fundamental no esquema da equipe e ganhar o Apertura de 2014.

## Seleção
Ele jogou o Campeonato Sul-Americano de Futebol Sub-20 de 2011, uma das figuras do meio-campo uruguaio. Com essa equipe conseguiu se classificar para a Campeonato Mundial de Futebol Sub-20 de 2011 a ser realizada em Colômbia.
A 30 de outubro de 2014 recebeu sua primeira indicação para a equipe nacional.(em castelhano)

## Títulos
Universidad de Chile
- Campeonato Chileno (1): 2014 (Apertura)
- Supercopa do Chile: 2015
- Copa Chile: 2015

Peñarol
- Campeonato Uruguaio: 2018
- Supercopa Uruguaya: 2018